# Jürgen Moltmann
Jürgen Moltmann (Hamburg, 8 april 1926 – Tübingen, 3 juni 2024) was een Duits lutherse theoloog, die ook wel de "theoloog van de hoop" werd genoemd.
In de jaren 70 groeide hij met figuren als Johannes Baptist Metz uit tot een van de belangrijkste vertegenwoordigers van de politieke theologie, die sterk beïnvloed wordt door het marxisme en een pragmatisch messianisme voorstaat. Vanaf de jaren 80 raakt Moltmann nauw betrokken bij het Conciliair proces, dat later resulteerde in de bijeenkomsten van Graz en Bazel, en in 2007 in het Roemeense Sibiu.

## Biografie

### Jeugd
Moltmann beschreef zijn opvoeding als seculier. Zijn grootvader was een grootmeester van de vrijmetselaars. Op zestienjarige leeftijd verafgoodde Moltmann Albert Einstein en hoopte hij wiskunde te gaan studeren op een universiteit. De relativiteitstheorie fascineerde hem en theologie speelde nog geen enkele rol in zijn leven.

### Bekering
Na de Duitse capitulatie in 1945 kwam hij in Engelse krijgsgevangenschap in België en in Engeland. Als krijgsgevangene kreeg hij rond 1945 van een Amerikaanse legerpredikant een Bijbel in handen. Later las hij Reinhold Niebuhr's Nature and Destiny of Man. Het was het eerste theologieboek dat hij ooit had gelezen, en Moltmann beweerde dat het een enorme impact op zijn leven had. Zijn ervaring als krijgsgevangene gaf hem een goed begrip van hoe leed en hoop elkaar versterken en het liet een blijvende indruk achter op zijn theologie.
Toen hij in 1948 terugkwam in Duitsland ging hij theologie studeren in Göttingen en verdiepte hij zich in Soren Kierkegaard, de dialectische theologie en de kruistheologie van de jonge Maarten Luther. Hij leverde er een belangrijke bijdrage tot de verdere ontwikkeling van de zoektocht naar God. Vanaf 1952 was hij als geestelijke werkzaam in Bremen.

### Ontwikkeling

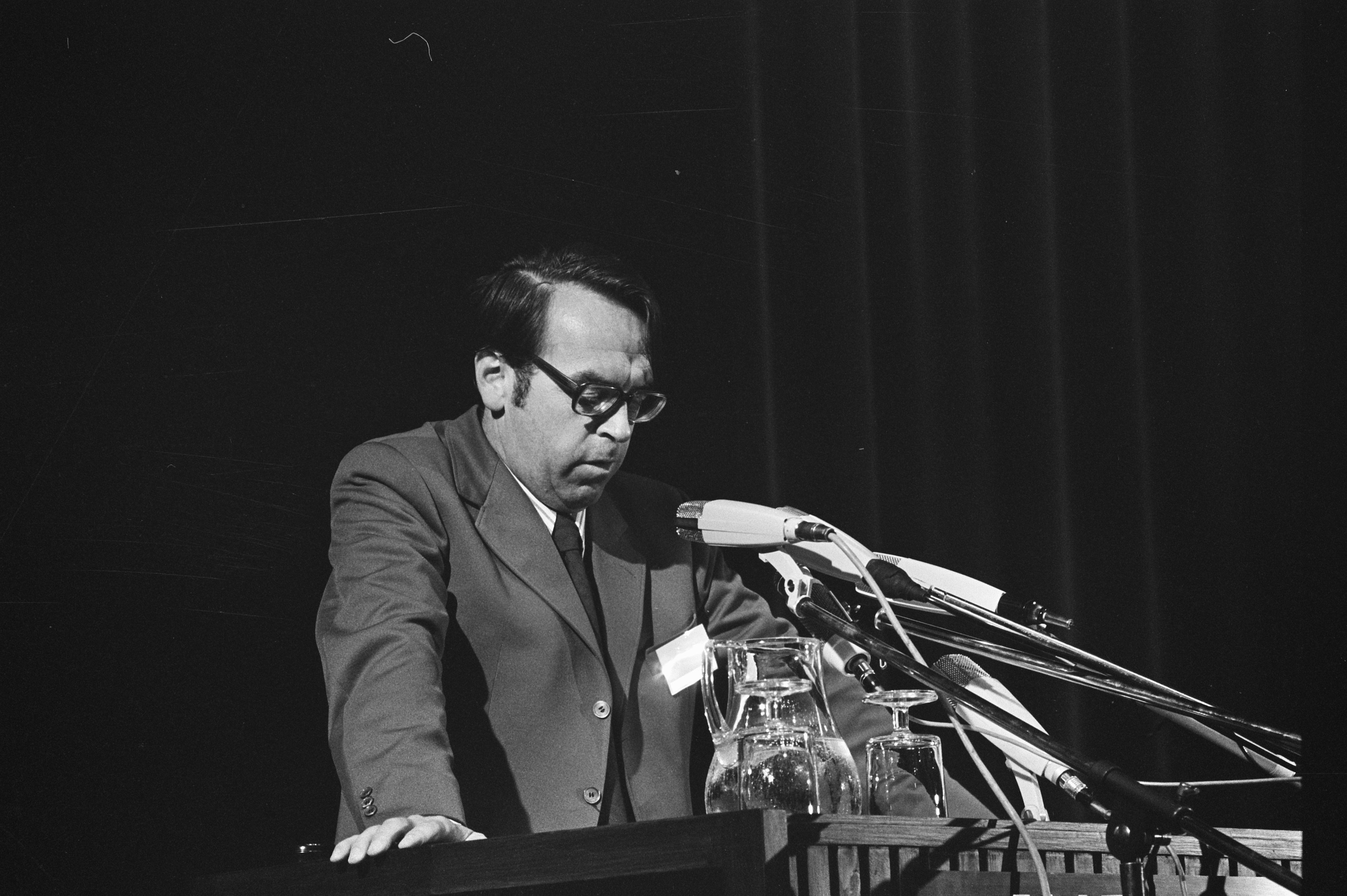
Moltmann (Utrecht, 1972)

Tijdens een studieverblijf in 1957 in Utrecht maakte hij kennis met de Nederlandse hervormde theoloog Arnold van Ruler, die hem de ogen opende voor de betekenis van het apostolaat voor het leven van de kerk en zo voor het braakliggende terrein van de eschatologie. Van Ernst Bloch leerde hij dat het christendom onder-weg-zijn is, hij bood Moltmann begrippen, die het mogelijk maakten te laten zien, dat het christendom volledig eschatologie is.
In 1957 werd hij professor aan de Lutherse Hogeschool in Wuppertal. Daarna werd hij docent en onderzoeker in Bonn en uiteindelijk hoogleraar aan de universiteit van Tübingen.
Moltmann overleed op 3 juni 2024 op 98-jarige leeftijd.

## Publicaties
- Gnadenbund und Gnadenwahl: Die Prädestinationslehre des Moyse Amyraut, dargestellt im Zusammenhang der heilsgeschichtlichen-föderaltheologischen Tradition der Akademie von Saumur, Göttingen 1951, DNB 480287031 (Dissertation Uni Göttingen, Theologische Fakultät, 14. April 1952).
- Christoph Pezel (1539-1604) und der Calvinismus in Bremen (= Hospitium ecclesiae. Band 2). Einkehr, Bremen 1958, DNB 480673896 (Habilitationsschrift Uni Göttingen 27. februari 1957).
- Die Gemeinde im Horizont der Herrschaft Christi. Neukirchen-Vluyn 1959.
- Theologie der Hoffnung. Untersuchungen zur Begründung und zu den Konsequenzen einer christlichen Eschatologie. Gütersloh: Gütersloher Verlagshaus 2005 (Erstausgabe 1964)
- Der gekreuzigte Gott. Das Kreuz Christi als Grund und Kritik christlicher Theologie. Gütersloh: Gütersloher Verlagshaus 2002 (Eerste druk: 1972)
- Kirche in der Kraft des Geistes. Ein Beitrag zur messianischen Ekklesiologie. Gütersloh: Gütersloher Verlagshaus 2010 (Eerste druk: 1975)
- Trinität und Reich Gottes. Zur Gotteslehre. Gütersloh: Gütersloher Verlagshaus 1986 (Eerste druk: 1980)
- Gott in der Schöpfung. Ökologische Schöpfungslehre. Gütersloh: Gütersloher Verlagshaus 2015 (Eerste druk: 1985)
- Der Weg Jesu Christi. Christologie in messianischen Dimensionen. Gütersloh: Gütersloher Verlagshaus 1989
- Der Geist des Lebens. Eine ganzheitliche Pneumatologie. Gütersloh: Gütersloher Verlagshaus 2010 (Eerste druk: 1991)
- Das Kommen Gottes. Christliche Eschatologie. Gütersloh: Gütersloher Verlagshaus 1995
- Wissenschaft und Weisheit. Zum Gespräch zwischen Naturwissenschaft und Theologie. Gütersloh: Gütersloher Verlagshaus 2002
- Weiter Raum. Eine Lebensgeschichte. Gütersloh: Gütersloher Verlagshaus 2006
- Ethik der Hoffnung. Gütersloh: Gütersloher Verlagshaus 2010
- Der lebendige Gott und die Fülle des Lebens. Auch ein Beitrag zur Atheismusdebatte unserer Zeit. Gütersloh: Gütersloher Verlagshaus 2014

- Bibsys: 90075459
- Biblioteca Nacional de España: XX987719
- Bibliothèque nationale de France: cb11916455w (data)
- Catàleg d'autoritats de noms i títols de Catalunya: 981058604798906706
- CiNii: DA00437723
- Gemeinsame Normdatei: 118583409
- International Standard Name Identifier: 0000 0001 0931 0476
- Library of Congress Control Number: n79063189
- Nationale Bibliotheek van Letland: 000088524
- Bibliotheek van het Japanse parlement: 00450310
- Nationale Bibliotheek van Tsjechië: jn20000604060
- Nationale bibliotheek van Australië: 35402660
- Nationale Bibliotheek van Israël: 987007265564605171
- Nationale Bibliotheek van Polen: a0000002305899
- Nationale en Universitaire bibliotheek Zagreb: 000576863
- Nederlandse Thesaurus van Auteursnamen: 068427166
- Réseau des bibliothèques de Suisse occidentale: 02-A003602846
- Istituto Centrale per il Catalogo Unico: CFIV005491
- LIBRIS: 292233
- Système universitaire de documentation: 027033864
- Trove: 940263
- Virtual International Authority File: 108285879
- WorldCat: E39PBJgXdpG4tWdJvv3xdMcXVC